# Сценарији емисије гасова стаклене баште
У оквиру ИПЦЦ Радне гурпе 1 (Intergovermental Panel on Climate Change - IPCC), оформљен је тим чији је задатак формулисање сценарија будућих концентрација гасова стаклене баште. Ово је веома важан корак у изради климатскх пројекција за будућност јер је управо разлика у концентрацији гасова стаклене баште оно што узрокује промену климе. 

## Међувладин панел за климатске промене
Светска метеоролошка организација (СМО) и Програм Уједињених нација за животну средину (UNEP) су 1988. године у Женеви оформили Међувладин панел за климатске промене (Intergovermental Panel on Climate Change - IPCC). У његовом раду учествују све земље чланице СМО и Уједињених нација (УН), њих 195, као и преко 2.500 научника и стручњака из различитих научних области. Основни задатак ИПЦЦ-а је синтеза и оцена научних, технолошких и социо-економских сазнања широм света о климатским променама које су последица људске активности, потенцијалним последицама и могућим начинима за адаптацију и ублажавање тих последица. Ови закључци се објављују у извештајима који су доступни јавности на сваких неколико година. До сада су објављена пет извештаја (1990, 1995, 2001, 2007. и 2014. године). У децембру 2007, ИПЦЦ и Ал Гор (бивши амерички потпредседник) су добили Нобелову награду за мир “за напор који су уложили тежећи да прикупе на једном месту и шире сазнања о климатским променама које изазива човек, као и темељ који су положили за будуће мере потребне за супростављање таквим променама”.
У оквиру ИПЦЦ-ја постоје четири Радне групе са различитим задацима:
- Оцена научних аспеката климатског система и климатских промена (осмотрене промене концентрације гасова стаклене баште, осмотрене промене температуре, падаваина, глечера, океана и нивоа мора, палеоклиматска истраживања, климатски модели, климатске пројекције, узроци климатских промена)
- Оцена утицаја климатских промена, осетљивости друштвено-економских и природних система и могућности њихове адаптације
- Оцена могућности ублажавања последица климатских промена смањењм емисије гасова стаклене баште и могућим начинима за њихово уклањање из атмосфере.

## Сценарији емисије гасова стаклене баште
Нажалост, не постоји поуздан начин да се прецизно предвиди климатске промене у току наредних 100 година. Зато се уместо тога конструишу сценарија емисије гасова стаклене баште која дају велики опсег могућих вредности њихових концетрација.
Процес формулисања ових сценарија је веома компликован и дуготрајан. Он обухвата пре свега преглед литерературе, а затим низ различитих процедура и техника за предвиђање друштвених, социјалних, економских, политичких и технолошких фактора који утичу на емисију гасова стаклене баште (нпр. величина популације, ниво индустријализације, брзина развоја неразвијених и земаља у развоју, степен глобализације, развој еколошке свести друштва, степен преласка на чисте изворе енергије, итд.). Сваки сценарио осликава слику света какав би он могао да буде током наредног века, што се затим претвара у квантитативну процену концентрасије гасова стаклене баште у току следећих 100 година..
У Трећем ИПЦЦ извештају, формиране су четири групе сценарија, од којих свака описује један могући свет током 21. века. Сценарији су названи А1, А2, Б1 и Б2, при чему сценарији из А групе се ослањају у мањој или већој мери на трошење фосилних горива, док се они из Б групе окрећу еколошким изворима енергије и бољем искоришћавању природних ресурса. Сценарији из групе 1 подразумевају глобално повезано друштво и економију, док су они из групе 2 више окренути регионалном развоју.

### Сценарио А1
Представља свет које је глобализован, са либерализованим тржиштем и успешним економским развојем. Разлика између богатих и сиромашних земаља до краја 21. века скоро у потпуности нестаје. Друштво је интернационално, а размена идеја и технологија интензивна. Степен штедње и посвећености образовању је веома висок, као и инвестиције и иновације у образовању и технологији и развој институција на локалном и интернационалном нивоу.

### Сценарио А2
Показује свет који је подељен на неколико економских региона. Разлика између индурстијализованих и земаља у развоју се не смањује, а проток трговине, развој економије и технолошки напредак су значајно спорији него у претходном сценарију.

### Сценарио Б1
Предвиђа свет са високим нивоом еколошке и социјалне свести. Владе, бизнисмени, медији и јавност обраћају више пажње на одрживи развој, а технолошке промене у свему томе имају веома важну улогу. Ниво економске активности је веома висок, што поспешује интернационализацију друштва и смањује разлику између развијених и земаља у развоју.

### Сценарио Б2
Осликава свет у коме се највише пажње поклања економском развоју и социјалној једнакости људи на регионалним и локалним нивоима. И у овом случају је еколошка свест веома важна и очувању природних ресурса, али на регионалном нивоу.